# Park Nohae
Park Nohae (hangeul : 박노해 ; hanja : 朴勞解 ; litt. « No signifie travail, et Hae signifie libération ») est un poète dissident Sud-Coréen né en 1957.
Il est arrêté le 10 mars 1991 pour appartenance au South Korean Socialist Workers' Alliance (en) et est condamné à la prison à perpétuité après avoir risqué la peine de mort, puis est libéré en 1998 lorsque le président pro-démocratie Kim Dae-jung est élu.